# 尼日利亚交易所集团
尼日利亚交易所集团（英語：Nigerian Exchange Group Plc），简称尼交所集团（英語：NGX Group），是非洲领先的综合市场基础设施集团，由尼日利亚证券交易所股份制改革而来。集团服务于非洲最大的经济体，正通过加强非洲经济体的竞争力实现全球繁荣。 
尼交所集团通过其全资子公司：具有非洲领先地位的尼日利亚交易所、独立监管公司尼交所监管（NGX RegCo）和房地产公司尼交所地产（NGX RelCo）提供包括上市和交易证券、许可、市场数据解决方案、辅助技术、监管、房地产等广泛的服务。

## 历史
尼交所集团的前身是尼日利亚证券交易所，其历史可以追溯到1960年9月15日拉各斯证券交易所成立。尼交所集团创始会员有以下七个：
- RSV Scott，代表 C.T. Bowring and Co. Nigeria Ltd.；
- 西奥菲勒斯·阿德巴约·多尔蒂（英语：T. A. Doherty）酋长；
- 约翰霍尔特公司（英语：John Holt plc）；
- 尼日利亚投资有限公司;
- 路易·奥杜梅格伍·奥朱古（英语：Louis Odumegwu Ojukwu）；
- 阿金托拉·威廉姆斯（英语：Akintola Williams）酋长；
- 阿尔哈吉·谢胡·布卡尔。

1961年8月25日，交易所正式开始运营，19只证券上市交易。然而早在1961年6月，拉各斯交易所就已经在中央银行大楼内非正式开业，有四家公司作为市场交易商：Inlaks、约翰霍尔特、CT Bowring和尼日利亚投资公司。 1961年8月交易量约为80,500镑，同年9月随着投资涌入政府证券而上升至约250,000镑。 
1977年12月，交易所更名为尼日利亚证券交易所，并在全国主要商业城市设立分支机构。1984年交易所开始发布全股指数，1992年突破1,000点，2000年突破10,000点。
2011年，交易所迎来了被称为X-Era的数字化转型时代，继而在2013年推出历史悠久且强大的技术平台X-GEN。这些技术大大增强了直接市场准入和移动交易技术。
2021年，尼日利亚证券交易所完全股份化，从会员所有的非营利实体转变为股东所有的营利实体。其结果是尼日利亚证券交易所演变为一家非运营控股公司尼交所集团，拥有三个全资运营子公司，即：
- 尼日利亚交易所有限公司（NGX），运营交易所；
- 尼交所监管有限公司（NGX RegCo），独立监管公司；
- 尼交所地产有限公司（NGX RelCo），房地产公司。

## 子公司

### 尼日利亚交易所有限公司（NGX）
尼日利亚交易所是尼交所集团的全资子公司，也是非洲领先的交易所，其历史可以追溯到1960年。作为一个开放、专业和充满活力的交易所，连接尼日利亚、非洲和世界。
尼交所是一家多资产交易所，为在其旗舰板（Premium）、主板（Main）和成长板（Growth）上市的非洲最佳企业提供融资渠道；多样化的固定收益证券；交易所交易产品；共同基金和其他投资基金。通过其充满活力的二级市场，它为国内和国际投资者提供了投资这些证券的机会。此外尼交所也通过提供许可服务、市场数据解决方案、辅助技术服务等，寻求成为非洲最具竞争力的交易中心。
截至2021年7月22日，尼交所共有360种上市证券——156支股票、12支基金、139 支固定收益和53支招股备忘录上市交易。交易所同时持续发布1984年1月（1984年1月3日=100）制定的加权全股指数。2008年3月3日全股指数达到66,371.20的历史最高点。交易所还制定NSE-30指数——基于样本的资本加权指数，以及五个行业指数。分别是NSE消费品指数、NSE银行指数、NSE保险指数、NSE工业指数和NSE石油/天然气指数。交易所也与包括Lotus Capital Limited、Meristem Securities Limited和Afrinvest Securities Limited在内的其他资本市场参与者合作发布联合品牌指数。 
交易所继续部署创新的资本市场解决方案，为发行人筹集资金和投资者提供具有全球竞争力的平台，以实现其跨市场和跨地域的财务目标，同时保持信息的无缝流动。 尼交所优先考虑出色的客户服务和体验，通过提升其生态系统来创造忠诚和满意的客户和利益相关者，并提供具有全球竞争力的产品和服务组合，帮助客户实现其财务抱负。尼交所根据投资和证券法获得许可，并受尼日利亚证券交易委员会监管。

### 尼交所监管有限公司（NGX RegCo）
尼交所监管是一家自律性组织，由尼日利亚证券交易委员会注册并授权，在资本市场内提供监管服务。 尼交所监管为其他自律性组织提供监管服务，例如证券交易所、场外交易设施、贸易团体/协会和其他金融市场基础设施。
作为尼交所集团的独立子公司，尼交所监管根据监管服务协议向交易所提供监管服务，并监控其活动以确保其机构和代理遵守市场法规。在履行这些职能时，尼交所监管在促进公正公平贸易、鼓励自由开放市场、降低系统性风险和保护投资者方面发挥着关键作用。
尼交所监管还为企业组织提供广泛的服务，包括关于企业治理和可持续性、能力发展、风险评估、举报和合规审计的咨询服务。

### 尼交所地产有限公司（NGX RelCo）
尼交所地产是尼交所集团的全资子公司，1974年6月29日注册成为私人有限公司。 尼交所地产从事收购、租赁、征用或互换不动产或动产的业务。 
从高价资产到私人小宅，尼交所地产为每处房产都定制管理方案。

## 监管
尼交所集团受证券交易委员会监管。

## 协会
尼交所集团致力对标国际标准。为达到这一目的，尼交所集团积极加入促进全球最佳实践的发展整合的国际组织。尼交所集团是国际证监会组织、世界交易所联合会、可持续证券交易所倡议、SIIA（软件和信息产业协会）金融信息服务部以及市场间监督小组的成员。尼交所集团同时也是非洲证券交易所协会的创始成员和执行委员会成员。

## 外部連結
- 奈及利亞交易所集團